# Copa de Kirguistán
La Copa de Kirguistán es el torneo por eliminatorias de clubes de fútbol y copa nacional de Kirguistán. La competición fue fundada oficialmente en 1992, tras la disolución de la Unión Soviética, y gestionada por la Federación de Fútbol de la República Kirguisa.

## Palmarés
Los campeones de la Copa de la República Socialista Soviética de Kirguistán son los siguientes:

### Época soviética
| - 1939 Dinamo Frunze - 1940 Spartak Frunze - 1941-44 no se disputó - 1945 Dinamo Frunze - 1946 Burevestnik Frunze - 1947 Burevestnik Frunze - 1948 Burevestnik Frunze - 1949 Burevestnik Frunze - 1950 Burevestnik Frunze - 1951 Dinamo Frunze - 1952 Dinamo Frunze - 1953 Frunze (equipo de la ciudad) - 1954 Kalininskoye (equipo de la ciudad) - 1955 Spartak Frunze - 1956 Torpedo Frunze - 1957 Kalininskoye (equipo de la ciudad) - 1958 Kalininskoye (equipo de la ciudad) - 1959 Torpedo Frunze - 1960 Kalininskoye (equipo de la ciudad) - 1961 Alga Kalininskoye - 1962 Alga Kalininskoye - 1963 Alga Kalininskoye - 1964 Elektrik Frunze - 1965 Selmashevets Frunze - 1966 Selmashevets Frunze | - 1967 Instrumentalshchik Frunze - 1968 Selmashevets Frunze - 1969 Selmashevets Frunze - 1970 Selmashevets Frunze - 1971 Instrumentalshchik Frunze - 1972 Khimik Kara-Balta - 1973 Selmashevets Frunze - 1974 Instrumentalshchik Frunze - 1975 Selmashevets Frunze - 1976 Tekstilshchik Frunze - 1977 Selmashevets Frunze - 1978 Instrumentalshchik Frunze - 1979 Instrumentalshchik Frunze - 1980 Motor Frunze - 1981 Instrumentalshchik Frunze - 1982-83 no se disputó - 1984 Selmashevets Frunze - 1985 Selmashevets Frunze - 1986 Elektrik Frunze - 1987 Elektrik Frunze - 1988 Instrumentalshchik Frunze - 1989 Selmashevets Frunze - 1990 Selmashevets Frunze - 1991 Selmashevets Frunze |

### República Independiente
Los campeones de la Copa desde la independencia del país en 1992 son:
| Temporada | Campeón                      | Resultado        | Finalista                  | Estadio                       |
| --------- | ---------------------------- | ---------------- | -------------------------- | ----------------------------- |
| 1992      | FC Alga Bishkek              | 2 - 1            | FC Alay Osh                | Estadio Spartak, Bishkek      |
| 1993      | Alga-RIIF Bishkek            | 4 - 0            | FC Alga Bishkek            | Estadio Spartak, Bishkek      |
| 1994      | Ak-Maral Tokmak              | 2 - 1            | FC Alay Osh                | Estadio Spartak, Bishkek      |
| 1995      | Semetey Kyzyl-Kiya           | 2 - 0            | Dinamo Bishkek             | Estadio Spartak, Bishkek      |
| 1996      | AiK Bishkek                  | 2 - 0            | Metallurg Kadamjay         | Estadio Spartak, Bishkek      |
| 1997      | Alga-PVO Bishkek             | 1 - 0            | Dinamo-Alay Osh            | Estadio Spartak, Bishkek      |
| 1998      | SKA-PVO Bishkek              | 3 - 0            | Dinamo-Alay Osh            | Estadio Spartak, Bishkek      |
| 1999      | SKA-PVO Bishkek              | 3 - 0            | Semetey Kyzyl-Kiya         | Estadio Spartak, Bishkek      |
| 2000      | SKA-PVO Bishkek              | 2 - 0            | Dinamo-Alay Osh            | Estadio Spartak, Bishkek      |
| 2001      | SKA-PVO Bishkek              | 1 - 0            | Zhashtyk-Ak-Altyn Kara-Suu | Estadio Spartak, Bishkek      |
| 2002      | SKA-PVO Bishkek              | 1 - 0            | Zhashtyk-Ak-Altyn Kara-Suu | Estadio Spartak, Bishkek      |
| 2003      | SKA-PVO Bishkek              | 1 - 0            | Zhashtyk-Ak-Altyn Kara-Suu | Estadio Spartak, Bishkek      |
| 2004      | Dordoi-Dynamo Naryn          | 1 - 0            | Zhashtyk-Ak-Altyn Kara-Suu | Estadio Spartak, Bishkek      |
| 2005      | Dordoi-Dynamo Naryn          | 1 - 0            | Zhashtyk-Ak-Altyn Kara-Suu | Estadio Spartak, Bishkek      |
| 2006      | Dordoi-Dynamo Naryn          | 4 - 0            | Zhashtyk-Ak-Altyn Kara-Suu | Estadio Spartak, Bishkek      |
| 2007      | FC Abdish-Ata Kant           | 2 - 1            | Lokomotiv Jalalabad        | Estadio Spartak, Bishkek      |
| 2008      | Dordoi-Dynamo Naryn          | 2 - 2 (4–3 pen.) | Zhashtyk-Ak-Altyn Kara-Suu | Estadio Spartak, Bishkek      |
| 2009      | FC Abdish-Ata Kant           | 2 - 0            | FC Alay Osh                | Estadio Spartak, Bishkek      |
| 2010      | Dordoi-Dynamo Naryn          | 3 - 0            | FC Neftchi Kochkor-Ata     | Estadio Spartak, Bishkek      |
| 2011      | FC Abdish-Ata Kant           | 1 - 0            | FC Neftchi Kochkor-Ata     | Estadio Spartak, Bishkek      |
| 2012      | FC Dordoi Bishkek            | 6 - 1            | FC Alga Bishkek            | Estadio Spartak, Bishkek      |
| 2013      | FC Alay Osh                  | 1 - 1 (4-2 pen.) | FC Dordoi Bishkek          | Estadio Spartak, Bishkek      |
| 2014      | FC Dordoi Bishkek            | 2 - 1            | FC Abdish-Ata Kant         | Estadio Spartak, Bishkek      |
| 2015      | FC Abdish-Ata Kant           | 4 - 2            | FC Nashe Pivo              | Estadio Spartak, Bishkek      |
| 2016      | FC Dordoi Bishkek            | 1 - 0            | FC Alay Osh                | Estadio Spartak, Bishkek      |
| 2017      | FC Dordoi Bishkek            | 0 - 0 (4-3 pen.) | FC Alay Osh                | Estadio Spartak, Bishkek      |
| 2018      | FC Dordoi Bishkek            | 3 - 2            | FC Alay Osh                | Estadio Spartak, Bishkek      |
| 2019      | FC Neftchi Kochkor-Ata       | 1 – 0            | FC Dordoi Bishkek          | Estadio Lokomotiv, Jalal-Abad |
| 2020      | FC Alay Osh                  | 1 – 0            | FC Abdish-Ata Kant         | Estadio Central, Kant         |
| 2021      | FC Neftchi Kochkor-Ata       | 0 – 0 (4–3 pen.) | FC Alga Bishkek            | Estadio Central, Batken       |
| 2022      | FC Abdish-Ata Kant           | 1 – 0            | FC Neftchi Kochkor-Ata     | Estadio Spartak, Bishkek      |
| 2023      | FC Muras United (Jalal-Abad) | 2 – 1            | FC Abdish-Ata Kant         | Estadio Spartak, Bishkek      |
| 2024      | FC Muras United (Jalal-Abad) | 3 – 2            | FC Abdish-Ata Kant         | Estadio Kurmanbek, Jalal-Abad |

## Títulos por club
| Club                                      | Campeón | Subcampeón | Años campeón                                               |
| ----------------------------------------- | ------- | ---------- | ---------------------------------------------------------- |
| FC Dordoi Bishkek (Dordoi-Dynamo Naryn).  | 10      | 2          | 2004, 2005, 2006, 2008, 2010, 2012, 2014, 2016, 2017, 2018 |
| FC Alga Bishkek (SKA-PVO Bishkek).        | 8       | 3          | 1992, 1997, 1998, 1999, 2000, 2001, 2002, 2003             |
| FC Abdish-Ata Kant                        | 5       | 4          | 2007, 2009, 2011, 2015, 2022                               |
| FC Alay Osh (Dinamo-Alay Osh).            | 2       | 9          | 2013, 2020                                                 |
| FC Neftchi Kochkor-Ata                    | 2       | 3          | 2019, 2021                                                 |
| FC Muras United (Jalal-Abad)              | 2       | –          | 2023, 2024                                                 |
| FC Shakhtyor Kyzyl-Kiya                   | 1       | 1          | 1995                                                       |
| Alga-RIIF Bishkek (Escisión del FC Alga). | 1       | –          | 1993                                                       |
| FC Ak-Maral Tokmok †                      | 1       | –          | 1994                                                       |
| FC RUOR-Guardia Bishkek                   | 1       | –          | 1996                                                       |
| FC Zhashtyk-Ak-Altyn Kara-Suu             | –       | 7          | -----                                                      |
| FC Dinamo Bishkek                         | –       | 1          | -----                                                      |
| FC Lokomotiv Dzhalal-Abad †               | –       | 1          | -----                                                      |
| Kurban 100 FC                             | –       | 1          | -----                                                      |
| FC Nashe Pivo                             | –       | 1          | -----                                                      |

- Zhashtyk-Ak-Altyn Kara-Suu perdió 6 finales consecutivas.
- † Equipo desaparecido.